# Судан
Република Судан (на арабски: جمهورية السودان, Jumhūriyyat as-Sūdān) е държава в североизточната част на Африка със столица Хартум. Граничи с Египет на север, с Червено море на североизток, с Еритрея и Етиопия на изток, с Южен Судан на юг, с Централноафриканската република на югозапад, с Чад на запад и с Либия на северозапад.
Името на страната идва от арабското Билад-ал-Судан, букв. Земя на черните. В настоящето Судан е една от най-нестабилните държави в света, главно поради военната диктатура в страната и все още незавършилата война в Дарфур. В Судан дълги години се води гражданска война, главно поради политически и икономически неравенства. Повечето хора в севера (където е и Хартум) са арабски мюсюлмани, а в южната част преобладават африканците неараби, които изповядват традиционни африкански религии и християнство.

## География
Судан се намира в северната част на Африка и има 853 km брегова линия на Червено море. С площ от 1 886 068 km² това е третата по големина страна на континента след Алжир и Демократична република Конго. По-голямата част от страната е заета от равнини, прекъснати от няколко планински вериги – Мара на запад, Иматонг с най-високия връх Киниети (3187 m) на юг и хълмистата област край Червено море на изток.
Големите реки Сини Нил и Бели Нил се сливат при столицата Хартум и образуват река Нил, която тече на север през Египет към Средиземно море. По-големи притоци на Сини Нил, дължината на която в границите на Судан е почти 800 km, са Диндер и Рахад, а Бели Нил няма големи притоци. На Сини и Бели Нил са разположени няколко язовира, а на Нил на границата с Египет – голямото изкуствено езеро Нубия.
Количеството на валежите нараства от север на юг. В северната част на страната се намира сухата Нубийска пустиня, а на юг има мочурища и екваториални гори. Дъждовният сезон продължава три месеца в севера (от юли до септември) и до шест месеца в юга (от юни до ноември). Сухите региони са подложени на пясъчни бури, които са в състояние да закрият Слънцето напълно. В северните и западните полупустинни зони хората разчитат на ограничените валежи за примитивната земеделска дейност, а мнозина са номади, които пътуват заедно със своите стада от овце и камили. Близо до река Нил има ферми с добро напояване, където се отглеждат земеделски култури за износ.
Страната е богата на полезни изкопаеми, като нефт, природен газ, злато, сребро, хром и други, но те са слабо използвани, поради липса на инвестиции. Сериозен проблем за страната е разрастването на пустините, както и почвената ерозия. Ръстът на земеделието не е съпътстван със защитни мерки, което довежда до обезлесяване и спад на почвеното плодородие и нивото на подземните води.
Към 2001 година 21 вида бозайници, 9 вида птици и 2 вида растения, срещащи се в Судан, са застрашени от изчезване. Сред тях са северният горски ибис, суданският бял носорог, обикновеният бубал, а саблерогият орикс се смята за изчезнал в диво състояние. През май 2007 на остров в блато в южната част на страната е открита неизвестна дотогава група диви слонове, като мястото е пазено в тайна, за да предпази животните от бракониери.

## История

### Праистория и древност
Археологическите находки в областта Нубия в северната част на днешен Судан показват, че областта е населена от поне 7000 години. През 8 хилядолетие пр.н.е. там вече съществува уседнала култура, чиито представители се прехранват с лов, риболов, събиране на зърно и отглеждане на говеда и овце.
Териториите на Судан са известни на древните египтяни под името Куш и през цялата си история поддържат интензивни културни и религиозни връзки с Египет. През 8 век пр.н.е. в Куш се утвърждава агресивна династия със столица в град Напата, която разширява влиянието си в Египет. Около 750 година пр.н.е. кушитският владетел Каща завладява Горен Египет и в продължение на десетилетие управлява в Тива. Неговият наследник Пианхи подчинява и Делтата на Нил, обединявайки Египет под властта на Двадесет и петата династия. Неуспешни войни с Асирия в средата на 7 век пр.н.е. принуждават кушитските владетели да изоставят Египет, но те продължават да управляват в Нубия, разширявайки владенията си на юг и на изток.
През 590 година пр.н.е. египтяните превземат Напата и кушитските владетели преместват столицата си на юг в Мерое. Те продължават да управляват там, като при най-голямото си разширение през 3 – 2 век пр.н.е. държавата им достига от Третия праг на Нил на север до областта край днешния Хартум на юг. Владетелите на Мерое запазват много от традициите на фараоните, като издигат стели в чест на своите постижения и строят пирамиди за своите гробници. През 1 век пр.н.е. използваните дотогава йероглифи са заменени от меройската писменост, приспособена към местния нубийски език.
След завладяването на Египет от римляните през 1 век пр.н.е. те влизат в контакт с владетелите на Мерое, поддържайки относително мирни отношения с тях. В средата на 4 век войските на Аксум разрушават Мерое, слагайки край на държавата на кушитите и завладявайки нейните източни области. На територията на Мерое са образувани държавите Нобатия, Макурия и Алодия, които малко по-късно приемат християнството в неговата монофизитска форма, пренесено от византийски мисионери, изпратени от императрица Теодора.

### Въвеждане на исляма
Макар че през 639 година Египет е присъединен към Арабския халифат, територията на днешен Судан остава извън основните направления на неговото разширение. След няколко неуспешни опита за пряко подчиняване на нубийските държави мюсюлманските управители на Египет установяват дълготрайни мирни отношения с местните държави. В продължение на векове ислямът прониква в тях главно чрез смесени бракове и контакти с арабски търговци, както и чрез заселването на отделни арабски родове. С времето влиянието на арабските и арабизираните общности в Нубия нараства. Така още в началото на 14 век властта в Макурия е в ръцете на арабската група Бану Канз, която един век по-късно вече и официално заема престола.

### Султанатът Сенар
В началото на 16 век преселващи се от юг мюсюлмански групи фунджи унищожават християнската държава Алодия и основават султаната Сенар. До средата на века Сенар се превръща в регионална сила и чрез васални държавици и признаващи върховенството му племена установява контрол върху цялата територия от Третия праг на север до екваториалните гори на юг. Сенар никога не се превръща в централизирана империя, като властта на султаните постоянно е отслабвана от спорове за наследството и дворцови преврати.

### Египетско и британско управление
През 1820 г. полунезависимият османски управител на Египет Мохамед Али паша нахлува с 4-хилядна армия и слага край на султаната Сенар. Политиката му за присъединяване на суданската територия към Египет е продължена от неговите наследници и завършва през 1870-те години при Исмаил паша, когато цялата днешна територия на Судан се оказва под египетска власт. Египетската администрация полага усилия за модернизиране на страната, като главно в северните райони е изградена инфраструктура за напояване и отглеждане на памук.
След 1879 г. в Египет започват продължителни безредици на националисти, като хедивът Тауфик паша е принуден да търси външна военна помощ, за да остане на власт, и през 1882 година страната е окупирана от Великобритания. В Судан възниква и се засилва религиозно движение, насочено срещу чуждото присъствие, предвождано от Мухаммад Ахмад, който се обявява за Махди. След като през 1885 г. британският губернатор генерал Чарлз Джордж Гордън е убит в Хартум, британците се изтеглят от Судан, оставяйки страната в ръцете на махдистите. Месеци след превземането на Хартум Мухаммад Ахмад умира и властта е поета от неговия последовател Абдаллахи ибн Мухаммад. Той остава на власт до 1899 година, като предприема неуспешни военни кампании срещу Етиопия, Египет, белгийските владения по южната граница и италианските в Еритрея.
През 1899 г. след поредица англо-египетски военни кампании, командвани от лорд Хърбърт Кичънър, египетско-британското управление на Судан е възстановено. Англо-египетски Судан се управлява от генерал-губернатор, назначен от Египет с британско съгласие, като на практика британското влияние е много силно и Великобритания систематично се противопоставя на обединението на Судан и Египет. След 1924 г. британската администрация управлява Судан като две на практика отделни области – северна мюсюлманска и южна християнска.
По време на Втората световна война Судан пряко се включва във военните действия на Източноафриканската кампания със създадените през 1925 г. Судански отбранителни сили. През юли 1940 г. италиански части навлизат от Италианска Източна Африка в граничните области и завземат град Касала. Шест месеца по-късно те са отблъснати, а през 1942 г. британските и судански части от своя страна преминават в настъпление.
Още в предвоенния период националистическите кръгове в Египет се стремят към обединяване на Египет и Судан, като египетските монарси включват и Судан в официалната си титла. Докато през 1920-те години Великобритания се отказва от протектората си над Египет и постепенно се изтегля, Судан продължава да бъде контролиран от британците. След Египетската революция от 1952 година новото правителство на Мухамад Нагиб (чиято майка е от Судан) и Гамал Абдел Насър се отказват от египетските претенции към Судан, надявайки се това да доведе до създаване на независима суданска държава и до изтегляне на британците от Судан. През 1954 г. правителствата на Великобритания и Египет се споразумяват за създаването на независим Судан от 1 януари 1956 година.

### Независимост
През 1955 година, още преди формалната независимост на Судан, в страната започва гражданска война между Северен и Южен Судан, предизвикана от опасенията в южните области, че новата държава ще бъде доминирана от Севера. Исторически Северът е по-тясно свързан с Египет, а населението му е предимно арабско и мюсюлманско, докато на юг преобладават християнството и анимизмът.
Гражданската война продължава до 1972 година, като силите на Юга, оглавявани от офицери в колониалната армия, водят предимно партизански действия. През този период на Север управляват поредица от правителства, доминирани от военните, и оглавявани от генерали като Ибрахим Абуд (1958 – 1964) и Джафар Нимейри (1969 – 1985). През 1972 година гражданската война е прекратена със Споразумението от Адис Абеба, като Югът получава автономия в рамките на създадената Автономна област Южен Судан.
През 1983 година президентът Джафар Нимейри се опитва да преразгледа Споразумението от Адис Абеба и да ограничи автономията на Юга, което поставя началото на нова гражданска война. Военните действия продължават с кратки прекъсвания и след отстраняването на Нимейри и избора на ново правителство през 1986 година. Най-трайното примирие, продължило шест месеца, е постигнато през 1995 година с посредничеството на бившия президент на САЩ Джими Картър. Жертвите на военните действия и глада за първите две десетилетия на Втората гражданска война се оценяват на около 2 милиона души.
През 1989 година нов военен преврат довежда на власт полковник Омар ал-Башир, който забранява политическите партии, ликвидира независимата преса, екзекутира и затваря видни политически противници и въвежда в страната ислямското право. През 1991 година правителството постига мирно споразумение с едно от крилата на южносуданските сили, оглавявано от Риек Мачар, и до 1994 година успява да установи контрол над по-голямата част от страната.
В края на 90-те години Омар ал-Башир, подложен на силен натиск от страна на Съединените щати, се дистанцира от близките до правителството ислямистки кръгове и през 2004 година бившият председател на парламента Хасан ал-Тураби дори е изпратен в затвора за известно време. През 2003 – 2004 година е постигнат значителен напредък в преговорите между правителството и южносуданските бунтовници, като на 9 януари 2005 година е подписано Споразумението от Найваша, което гарантира автономията на Южен Судан и предвижда възможността за провеждане на референдум за пълната му независимост. За гарантиране на изпълнението му в страната се установява Мисия на ООН, но военните сблъсъци между различни групи продължават и след това. По крайбрежието продължават военните действия между правителството и организацията Източен фронт.
Докато в Южен Судан е постигната известна стабилизация, през 2003 г. се ожесточават започналите още през 70-те години военни сблъсъци в източния регион Дарфур. Макар голямото мнозинство от жителите на Дарфур да са негри с мюсюлманско вероизповедание, в основата на конфликта и там е етническо противопоставяне, между арабизирани и неарабизирани племена, като към това се добавя и общото недоволство от централното правителство в Хартум. Сблъсъците между бунтовнически групи като Суданската освободителна армия и номадските милиции джанджавид предизвикват тежка хуманитарна криза с повече от 2,5 милиона бежанци и брой на жертвите, оценяван на 200 хиляди и 400 хиляди души. Ситуацията в Дарфур е определяна като геноцид. Във връзка с конфликта, през 2008 година в Международния наказателен съд са предявени обвинения за военни престъпления и престъпления срещу човечеството срещу представители на суданското правителство, включително срещу президента Омар ал-Башир.
Конфликтът в Дарфур въвлича Судан и в Четвъртата чадска гражданска война, след като през 2005 година правителството на Чад обявява война на Судан, обвинявайки го в подкрепа на опозицията и в допускане на нападения на джанджавид на чадска територия. През 2007 година е постигнато мирно споразумение между двете държави.
На 9 юли 2011 Южен Судан официално получава своята независимост.

## Население
Населението на Судан е 40 187 486 (30-о по численост в света съгласно проучване от 2005 г.). 52% от населението са чернокожи, управляващите араби са 39%, бербери 6%, останалите 3% са чужденци. Арабите живеят предимно на север и изповядват ислям, чернокожите живеят на юг. Ислямът е в основата на законодателството и на държавната религия, на юг обаче неговата позиция не е толкова силна. Пустинните области в Судан са рядко населени и там гъстотата на населението е 15 души на km².
Религия: мюсюлмани – 70%, местни африкански религии – 25% и християни – 5%.
Големи градове: Хартум, Порт Судан, Омдурман, Северен Хартум, Атбара, Вад Медани, Кости, Ел Фашер, Касала.
Судан е една от седемте държави в света, в които атеизмът е незаконен и наказуем със смъртно наказание.

## Държавно устройство
Съгласно приетата след края на гражданската война през 2005 година конституция, Судан е федерална президентска република. Държавен глава е президентът, който е главнокомандващ и ръководи изпълнителната власт. Законодателната власт е разпределена между правителството и двукамарния парламент (Национално законодателно събрание), съставен от 450-членно пряко избрано Национално събрание и 50-членен Съвет на провинциите, представителите в който се избират от парламентите на провинциите. Съдебната власт е обособена от законодателната и изпълнителната.
На практика ключовите държавни постове са разпределени между групировките, участвали в гражданската война. След военния преврат от 1989 година в северната част на страната е установен авторитарен режим, оглавяван от Омар ал-Башир и единствената разрешена партия Национален конгрес (НК). След Споразумението от Найваша през 2005 година към властта е привлечена и водещата групировка в Южен Судан, Суданското народноосвободително движение (СНОД), представител на което получава едно от двете вицепрезидентски места. През 2006 година поста на главен президентски съветник получава представител на действащата в Дарфур Суданска освободителна армия.
Политическият живот в страната е доминиран от управляващите партии НК (на север) и СНОД (в Южен Судан). Макар през последните години да е допуснато възстановяването на някои опозиционни партии, тяхното влияние е силно ограничено. През 2010 година са проведени първите избори след Споразумението от Найваша и първите от десетилетия, в които участват различни партии. За президент с мнозинство от 68% е преизбран Омар ал-Башир като кандидат на НК, а президент на Южен Судан с мнозинство от 93% става Салва Кийр Маярдит от СНОД. В 450-членното Национално събрание двете партии имат съответно 323 и 99 места, а в Съвета на провинциите – 25 и 21 места, като останалите 4 места са вакантни.

## Икономика
- Пристанище Судан: Пристанището
- Пристанище Судан: Минаре
- Пристанище Судан: Рафинерията

Судан е слабо развита земеделска държава, която принадлежи към най-бедните страни в света. От минералните суровини се добиват злато, сол и хром. Две трети от електрическата енергия се произвежда от водни електроцентрали. От земеделските култури се отглеждат пшеница, ориз, плодове, зеленчуци, захарна тръстика, памук, просо, фъстъци и фурми. За животинските изделия са важни едрият рогат добитък, овце, кози, камили, магарета, домашни птици и риболов. Важен е и добивът на дърва и гума арабика, в което Судан е най-големият световен производител. Освен пътния и железопътния транспорт се използват плавателните реки, най-вече река Нил.

## Други
- Комуникации в Судан
- Транспорт в Судан
- Армия на Судан
- Външна политика на Судан